# Європейська асоціація студентів та молодих географів
Європейська асоціація студентів та молодих географів, EGEA (European Geography Association of students and young geographers) — організація яка об'єднує студентів географів здебільшого з європейських країн, станом на 2014 рік складається з 90 осередків, які знаходяться у 36-х країнах Європи і Близького Сходу. Асоціація створена з метою обміну географічних знань. Ці завдання реалізуються за допомогою організації конгресів, студентських обмінів між суб'єктами, проведення семінарів, екскурсії та публікацій наукових видань. Основним джерелом інформації та спілкування між суб'єктами є сайт організації www.egea.eu [Архівовано 21 квітня 2013 у WebCite].

## Історія
У квітні 1987 році, студенти з університетів Барселони, Варшави та Утрехту прийшли до ідеї створити організацію яка б підтримувала обмін географічних знань серед студентів з різних країн Європи. Рік по тому в 1988 році, було створено EUROGEO зі штаб-квартирою в Утрехті, Нідерланди. Під час Першого Річного Конгресу у Замбруві в лютому 1989 року організацію перейменований в Egea. У 1996 році був запущений вебсайт Egea з серверами в Утрехтському університеті. З тих пір, організація динамічно розвивається розширюючи спектр своєї діяльності.

## Діяльність
Протягом року проводяться кілька місцевих, національних та міжнародних заходів, організованих суб'єктами Egea. Основними подіями року є чотири регіональні конгреси та загальний щорічний конгрес. Іншими щорічними подіями є міжнародні вихідні та літні школи. Крім того, суб'єкти організовують свої власні заходи. Спектр та зміст цих подій сягає від наукових семінарів до екскурсій, де основна увага приділяється залученню нових членів та їх соціалізацію. Особливо популярними серед членів Egea є обміни між суб'єктами.

### Конгрес
Щороку організовується п'ять конгресів. Навесні проводиться чотири регіональних конгреси, в кожному з чотирьох регіонів. Тим не менш, найбільш важливою подією асоціації є щорічний конгрес, який відбудеться у вересні. Конгреси завжди включають в себе семінари, симпозіуми, тренінги, лекції та екскурсії.

### Науковий симпозіум
На щорічному конгресі є також науковий симпозіум, на якому члени мають можливість представити свої наукові роботи, наприклад, диплом або кандидатську дисертацію.

### Семінари
Протягом року проводиться декілька семінарів, які проводяться на науковому рівні, та охоплюють різні теми з окремих дисциплін географії.

### Літні/Зимові школи
Під час літніх та зимових канікул Egea також дає студентам можливість брати участь в самоорганізації та створювати літні або зимові школи, де студенти розширюють свої знання у різних дисциплінах географії та обмінюються власними знаннями.

### Обміни
Основна, найбільш поширена операція в Egea. Як правило, обмін полягає у прийнятті одним осередком студентів з іншого. Це дозволяє невеликій організованій групі осіб їздити один до одного в гості, дізнатися про культуру, вивчити звички, характер, цікаві місця у відвідуванні країн. Приймаюча сторона забезпечує харчування, проживання і програму для гостей. В принципі, гості не повинні нести жодних витрат, окрім добирання. Пізніше відбувається зворотній візит.

### Національні вікенди
В основному національні вікенди створюються для того щоб показати конкретні регіональні або місцеві особливості для членів інших суб'єктів. Програма може бути науковою або мати більш неформальний характер. Існують регіональні вікенди такі як у країнах Балтії, в слов'янських країнах, Німеччині, країнах Бенілюксу, на Піренейському півострові і Балканах, в основному ці зустрічі спрямовані на людей з цього регіону, в той час як існують вікенди де запрошують усіх охочих з усіх осередків Egea.

### «European Geographer»
EGEA видає журнал, в якому члени мають можливість опублікувати свої роботи.

## Партнери та спонсори
Egea має партнерські стосунки з такими організаціями як:
- EUROGEO
- GeoDACH
- IAAS
- IFISO
- ThinkYoung
- ISHA[4]
- Hostelworld
- StudyPortals[5]

Крім цього існує партнерство з програмою ЄС «Молодь в дії», а також партнерство з програмою при Раді Європи «Європейський форум молоді». Спонсорами виступають Утрехтський університет та ESRI постачальник програм GIS.

## В Україні
Україну в EGEA представляє п'ять осередків: Львівський (при географічному факультеті ЛНУ ім. І. Франка), Київський (при географічному факультеті КНУ ім. Т. Шевченка), Харківський (при факультеті геології, географії, рекреації і туризму ХНУ ім. В. Н. Каразіна), Чернівецький (при географічному факультеті ЧНУ ім. Юрія Федьковича) та наймолодший - Луцький (при географічному факультеті СНУ ім Лесі Українки). Студенти осередків активно співпрацюють з закордонними колегами, організовують семінари, вікенди та беруть участь в обмінах, представляють Україну на річному та регіональних конгресах.